# 칼초폴리
칼초폴리(이탈리아어: Calciopoli)는 2006년에 이탈리아 축구에서 발생한 스캔들을 칭한다. 여러 프로 축구 구단을 비롯하여 이탈리아 심판 협회(AIA), 이탈리아 축구 연맹(FIGC), 레가 나치오날레 프로페시오니스티(LNP)와 같은 이탈리아 축구 단체의 감독과 주요 요직의 인물과 심판이 관여된 사건이다.
칼초폴리에 관한 첫 전조는 2005년, 토리노 검찰소속 라파엘레 구아리니엘로 검사의 지휘하에 축구계에 대한 수사가 있으며, 범죄 증거 불충분으로 수사가 종결됐다는 언론의 루머였는데. 본 수사는 2004년 여름 나폴리 검찰의 "오프사이드"라 불린 검사팀에서 진행한 축구 도박 수사가 있은 후 불과 수 개월 뒤에 일어난 수사었다.
2006년 봄에 들어서자 언론의 보도는 불어났고, 세리에 A 2005-06시즌이 끝나고 수 일 후인 2006년 5월 2일을 시작으로 도청 내용이 최초로 공개되며 마침내 스캔들이 세상에 드러났나. 모든 도청 내용은 2004-05시즌에 연관되어 있었으며, 도청 내용 공개로 언론들이 이 스캔들에 여러 별명을 붙였으나 최종적으로는 이탈리아의 반 부패 척결 수사기구의 별칭인 "탄젠토폴리"에 기인한 "칼초폴리"의 이름이 널리 퍼졌다.

## 칼초폴리

### 스캔들의 주요 상황
도청이 처음으로 공개되고 며칠 후 FIGC의 회장인 프란코 카라로, 부회장 인노첸초 마치니, AIA 회장인 툴리오 라네세와, 유벤투스의 두 임원진인 단장 루차노 모지와 상무 단장 안토니오 지라우도(유벤투스 단장단 또한 뒤를 이었다.)가 사임했다. 레가 칼초의 아드리아노 갈리아니 회장은 축구 연맹 검사국에서 그의 이름이 오르내리자 사임을 표했다. CONI는 변호사 구이도 로시 FIGC 특임 총재로 임명한다.

### 수사와 사법 절차
연맹 검사 스테파노 팔라치의 지휘하에 유럽 클럽 대항전 2006-07시즌 진출권을 받은 세리에 A 2005-06 구단을 포함하여 주요 중요 의혹에 대한 수사가 2006년 6월 말에 종료됐다. 참조인이 레가 칼초의 직원들 뿐만이 아니라 AIA 구성원까지 연루가 되어있었기 때문에 관련 징계 위원회에서 1심 재판을 열 수가 없었고, 당시에는 CDN(국가 징계 위원회, Commissione Disciplinare Nazionale)이 없었던 관계로 당시 2심급 재판기관이었던 CAF(연맹 항고 위원회, Commissione d'Appello Federale)에서 1심 재판이 열리게 됐다. 이에 따라, 항고심이 (주로 요청에 따라 연맹 규정 해석을 내리는)연맹 법원(Corte Federale)에서 열리게 됐다. 두 재판은 각각 2006년 7월 14일과 25일에 마쳤으며, 유벤투스, 밀란, 피오렌티나와 라치오 구단에 징계를 내렸다. 이에 따라 UEFA 챔피언스리그 2006-07과 UEFA컵 2006-07 진출권은 물론이고 세리에 A 2005-06 시즌 최종 순위에도 조정이 이뤄졌다. 2006년 7월 26일 FIGC는 유벤투스와 밀란에 내려진 처벌에 따라 1위가 되는 인테르에게 세리에 2005-06시즌 우승을 부여한다는 기자회견을 가졌다. 2차 수사에서 레지나와 아레초가 연루됐으며, 재판은 2006년 8월에 마쳤다.

### 상고 재판
항고 재판 후 2006년 8월과 2007년 7월 사이에 상고심이 CONI 산하의 스포츠 조정·중재실(Camera di conciliazione ed arbitrato per lo sport)에서 진행됐다. 당사자 간의 조정 시도가 모두 실패하자, 여러 중재가 내려졌다. 연맹 법원에서 자격 정지가 내려진 관계자에게(핵심 관계자도 포함) 정지 기간 삭감이 내려졌고, 몇몇 구단들은 선고된 승점 삭감 수가 줄어들기도 했다. 오직 아레초 구단만 라치오 지방 행정 법원(TAR)으로 상고를 꾀했으나, 곧 기각됐다. 이 과정에서 아레초 구단은 일반 재판을 금지하는 중재 조항을 위반했다. 라치오 지방 행정 법원으로 상고를 한 것은 유벤투스가 먼저였고, 아레초처럼 곧 철회됐다.

### 최종 징계
스포츠 법원의 가장 중한 징계를 받은 구단은 "공모죄" 혐의가 드러난 유벤투스다. 근본적으로 "공모죄"라는 죄목은 이탈리아 스포츠 사법 체계에서 규정돼있지 않은 용어이나, 연맹 법원에서 스포츠 법의 ("스포츠 범죄"를 다루는)제6조를 위반한다며 선고가 내려졌다. 그리하여 유벤투스는 법률상 2004-05 이탈리아 챔피언 지위를 박탈당했으며, 2005-06시즌 또한 (시즌 결과에 대해서는 한번도 스포츠 재판이나 일반 재판에서 다뤄지지 않았으나)리그 최하 순위로 조정되어 전 시즌과 같이 챔피언 지위가 무효로 됐다. 유벤투스는 최초로 세리에 B로 강등됐으며, 세리에 B 2006-07시즌을 승점 9점 삭감과 함께 시작하게 됐다. 징계는 피오렌티나, 밀란, 라치오, 레지나와 아레초에게도 내려졌으며, 세리에 A 2005-06시즌 승점 삭감과 그 다음 시즌의 승점에도 삭감 징계가 내려졌다. 관계자 중 가장 중한 징계를 받은 인물으로는, 유벤투스 구단의 전 운영진인 루차오 모지, 안토니오 지라우도와 더불어 전 연맹 부회장이었던 인노첸초 마치니다. 위 세명은 모두 축구계 추방과 자격 정지 3년이라는 최고형이 권고됐고, CONI가 위 권고를 받아 5년이 아닌 종신 추방으로 형을 가중했다.

### 형사 재판
칼초폴리의 형사재판 1심은 2008~2011년 간 나폴리 법원에서 이뤄졌다. 재판 중, 루차노 모지의 변호사가 2006년 수사에서 중요 증거로 분류되지 않는 새로운 전화 도청 자료를 공개했다. 칼초폴리 스캔들의 시기 중 인테르 구단 수뇌부인 구단 회장 자친토 파케티(2006년에 사망)와 구단주 마시모 모라티(구단 대주주, 파케티 회장의 후임) 간의 전화통화 내용이었으며, 이를 이유로 2010년 5월 유벤투스는 2005-06 이탈리아 챔피언을 인테르에게 수여한 결정을 재고해 달라고 CONI와 FIGC에 요청했다.
연맹 검사 스테파노 팔라치는 위 정황에 관한 새로운 수사에 이미 착수한 상태였고, 수사는 2011년 6월에 종료됐다. 수사 결과 2006년 스포츠 재판에 포함되지 않은 다수의 관계자와 축구단이 '공정·청렴·정직' 규정 위반 혐의가 드러나 소장이 제출됐다. 인테르와 파케티는 스포츠 범죄 혐의가 밝혀졌으나, 팔라치 검사는 시효가 지난 이유로 재판에 회부하지 않았다. FIGC 연맹 심의회(Consiglio federale)는 본 심의회가 유벤투스의 재고 요청을 판단할 법적 권한이 없다는 잔카를로 아베테 연맹 회장의 결의안을 과반수의 찬성으로 가결했다. 유벤투스는 뒤이어 스포츠 중재 국가 법원(TNAS, 당시 CONI에서 스포츠 조정·중재실을 대체하기 위해 만든 기구였다.)에 항소를 했으나 아무 소용이 없었는데, 우승 수여 취소를 다룰 법적 권한이 없다고 표명했기 때문이다. 새로 드러난 도청 자료는 형사 재판에서도 별 영향을 끼치지 못하며 2011년 11월 재판이 종료됐다. 원고측의 많은 주장이 받아들어졌으며, 루차노 모지와 파올로 베르가모 전 심판 배정원은 중형을 선고받았다.(안토니오 지라우도는 2009년 신속 재판에서 유죄를 선고 받았다.)
유벤투스는 나폴리 법원의 1심 판결과 TNAS의 권한 밖 결정을 받은 후 2011년 11월 라치오 지방 행정 법원(TAR)에 2006년부터 2011년까지 칼초폴리 사건에 대해 불평등한 처우를 받아 구단 추산 4억 4천4백만 유로의 손해를 봤다고 FIGC와 인테르를 항소했다. 이와 더불어 유벤투스 구단은 구단 경영진의 범법 행위와 구단의 책임은 구분된다는 나폴리 1심 법원이 내린 의견을 강조했다. 아베테 FIGC 회장과 잔니 페트루치 CONI 회장은 유벤투스의 TAR 항소에 불쾌한 기색을 감추지 않았다. 유벤투스 회장 안드레아 아녤리는 페트루치 회장에게 위 문제해결을 위한 원탁회의를 제안했다. 아베테, 페트루치 회장과의 의견은 좀처럼 좁혀지지 않았고, 2주 간의 회의는 결과없이 끝났다.

#### 기소
유벤투스의 루차노 모지, 안토니오 지라우도와 피오렌티나의 디에고, 안드레아 델라 발레 형제, 라치오의 클라우디오 로티토, 레지나의 파스콸레 포티가 '공정 청렴 정직 규정'(스포츠 공정법 제1조) 위반과 '스포츠 범죄'(동법 제6조) 혐의로 기소됐다. 당시 국가 심판 위원회(CAN)소속의 파올로 베르가모, 피에를루이지 파이레토 두 심판을 포함하여 다른 여러 심판들(마시모 데 산티스, 파올로 돈다리니, 잔루카 로키, 파올로 탈리아벤토, 파스콸레 로도몬티) 또한 본 스캔들에 연루됐으며, FIGC 수뇌부 중 회장 프란코 카라로, 부회장 인노첸초 마치니와 AIA(이탈리아 심판 협회) 회장 툴리오 라네세 또한 기소됐다.
기소장에 따르면, 구단 임원진이 구단에 우호적인 심판 배정에 입김을 넣기위해 심판 배정원과 관계를 유지했고, 기소된 연맹 관계자들이 이를 뒤에서 봐주었다 하며, 심판 배정원과 FIGC를 통해서 비우호적인 심판에게 불만과 위협을 주는 방법이 일반적 행태였다고 했다.
루차노 모지는 알도 비스카르디와 같은 방송과 언론의 저널리스트와 더불어 전 심판 이자 전 배정원이었던 파비오 발다스와 관계가 있었음이 밝혀졌다. 모지가 "비스카르디의 재판"(이탈리아어: Il processo di Biscardi)이라는 축구 토크 프로그램 중 상황 재연의 해설을 지시하는 전화 통화도 나왔다. 감청에 따르면 주세페 피사누 내무부 장관이 모지에게 (당시 세리에 C1 소속인)사사리 토레스 구단에 호의적인 심판을 배정을 청탁했고, 상기된 'LA7'채널의 비카르디와 더불어 모지는 '일 조르날레'의 토니 다마셸리, '코리에레 델로 스포르트'의 구이도 두발로, '일 템포'와 '비카르디의 재판'의 게스트였던 프란코 멜리, 'TG5'채널과 '비카르디의 재판'의 게스트였던 람베르토 스포시니와 'Rai 스포르트'의 조르조 토사티, 이냐치오 스카르디나와 치로 베네라토 기자들과 주기적으로 접촉했다. 기자 대부분은 모지에게서 방송 발언과 신문 기사 지침을 받은 혐의로 저널리스트 법에 따라 일정 기간동안 활동 금지를 받았고, 2007년에 형사 기소됐다. 공모죄로 수사 및 기소를 받은 사람 중 유일하게 이냐치오 스카르디나 만이 나폴리 1심 재판에서 무죄를 받았다.
수사가 진행되는 내내 1980년 토토네로 스캔들(1980년 축구 도박 스캔들) 후 이탈리아 축구 국가대표팀이 1982년 월드컵에서 우승을 거둔 것처럼, 2006 월드컵에서도 국가대표팀이 우승을 거둬 본 사건을 덮어버리고 사면까지 이어질지도 모른다는 루머가 꾸준히 나돌아 우려를 샀고, 이탈리아의 우승 예측은 현실이 왰다. 조반나 멜란드리 청년·스포츠 정책부 장관은 사면 논란을 즉시 부인했으나, 포르차 이탈리아와 민중 유럽 민주 연합과 같은 정당이 사면을 외치며 정치적 압력을 넣었다.

##### 수사받은 19개 세리에 A 경기
이하 목록은 수사 받은 세리에 A 19경기다:
- 레지나 유벤투스 2-1 (2004년 11월 6일)
심판: 파파레스타
- 레체 유벤투스 0-1 (2004년 11월 14일)
심판: 데 산티스
- 유벤투스 라치오 2-1 (2004년 12월 5일)
심판: 돈다리니
- 피오렌티나 볼로냐 1-0 (2004년 12월 5일)
심판: 데 산티스
- 볼로냐 유벤투스 0-1 (2004년 12월 12일)
심판: 피에리
- 유벤투스 우디네세 2-1 (2005년 2월 13일)
심판: 로도몬티
- 키에보 라치오 0-1 (2005년 2월 20일)
심판: 로키
- 라치오 파르마 2-0 (2005년 2월 27일)
심판: 메시나
- 로마 유벤투스 1-2 (2005년 3월 5일)
심판: 라칼부토
- 인테르나치오날레 피오렌티나 3-2 (2005년 3월 20일)
심판: 베르티니
- 피오렌티나 유벤투스 3-3 (2005년 4월 9일)
심판: 콜리나
- 밀란 브레시아 1-1 (2005년 4월 10일)
심판: 로도몬티
- 볼로냐 라치오 1-2 (2005년 4월 17일)
심판: 탈리아벤토
- 시에나 밀란 2-1 (2005년 4월 17일)
심판: 콜리나
- 밀란 키에보 1-0 (2005년 4월 20일)
심판: 파파레스타
- 키에보 피오렌티나 1-2 (2005년 5월 8일)
심판: 돈다리니
- 리보르노 시에나 3-6 (2005년 5월 8일)
심판: 데 산티스
- 라치오 피오렌티나 1-1 (2005년 5월 22일)
심판: 로세티
- 레체 파르마 3-3 (2005년 5월 29일)
심판: 데 산티스

#### 구형

##### 1차 수사 건
2006년 7월 4일 연맹 항고 위원회(CAF) 1심 스포츠 재판에서 연맹 검사 스테파노 팔라치는 아래와 같이 구형했다.
구단
- 유벤투스: 현 리그에서 방출, 세리에 B 이하의 리그로 강등, 승점 6점 삭감. 2004-05 스쿠데토 박탈, 2005-06 스쿠데토 미수여.
- 피오렌티나: 세리에 B로 강등, 승점 15점 삭감.
- 라치오: 세리에 B로 강등, 승점 15점 삭감.
- 밀란: 세리에 B로 강등, 승점 15점 삭감.

구단 운영진
- 안토니오 지라우도 (유벤투스 최고경영자): 자격 정지 5년, 제적 안.
- 루차노 모지 (유벤투스 단장): 자격 정지 5년, 제적 안.
- 디에고 델라 벨레 (피오렌티나 구단주): 자격 정지 5년, 제적 안.
- 안드레아 델라 벨레 (피오렌티나 회장): 자격 정지 5년, 제적 안.
- 클라우디오 로티토 (라치오 회장): 자격 정지 5년, 제적 안.
- 레오나르도 메아니 (밀란 정회원): 자격 정지 5년, 제적 안.
- 산드로 멘쿠치 (피오렌티나 경영진): 자격 정지 5년, 제적 안.
- 아드리아노 갈리아니 (밀란 부회장, 최고경영자, LNP 회장): 자격 정지 2년.

심판 및 부심판
- 파올로 베르티니: 5자격 정지 5년, 제적 안.
- 마시모 데 산티스: 자격 정지 5년, 제적 안.
- 파올로 돈다리니: 자격 정지 5년, 제적 안.
- 도메니코 메시나: 자격 정지 5년, 제적 안.
- 파스콸레 로도몬티: 자격 정지 5년, 제적 안.
- 잔루카 로키: 자격 정지 5년, 제적 안.
- 파올로 탈리아벤토: 자격 정지 5년, 제적 안.
- 두초 발리오니 (부심판): 자격 정지 3년.
- 잔루카 파파레스타: 자격 정지 1년.
- 파브리치오 바비니 (부심판): 자격 정지 1년.
- 클라우디오 풀리시 (부심판): 자격 정지 1년.

심판단 및 FIGC 운영진
- 파올로 베르가모 (심판 배정원): 자격 정지 5년, 제적 안.
- 프란코 카라로 (FIGC 회장): 자격 정지 5년, 제적 안.
- 인노첸초 마치니 (FIGC 부회장): 자격 정지 5년, 제적 안.
- 툴리오 라네세 (AIA 회장): 자격 정지 5년, 제적 안.
- 피에를루이지 파이레토 (심판 배정원): 자격 정지 5년, 제적 안.
- 젠나로 마체이 (부심판 배정원): 자격 정지 2년.
- 피에트로 인가르졸라 (경기 집행원): 자격 정지 1년.

##### 2차 수사 건
2006년 8월 8, 9일 연맹 항고 위원회(CAF) 1심 스포츠 재판에서 연맹 검사 스테파노 팔라치는 아래와 같이 구형했다.
구단
- 레지나: 세리에 B로 강등, 승점 15점 삭감.
- 아레초: 세리에 C1으로 강등, 승점 3점 삭감.

구단 운영진
- 파스콸레 포티 (레지나 회장): 자격 정지 5년, 제적 안.
- 레오나르도 메아니 (밀란 정회원): 자격 정지 3년.

심판 및 부심판
- 스테파노 티티만리오 (부심판): 자격 정지 3년.
- 파올로 돈다리니: 자격 정지 6개월.
- 티치아노 피에리: 자격 정지 6개월.

심판단 운영진
- 젠나로 마체이 (부심판 배정원): 자격 정지 3년.

### 1심 판결 (연맹 항고 위원회)

#### 1차 수사 건
2006년 7월 14일 1차 수사 건에 대한 판결이 아래와 같이 선고됐다.
구단
- 유벤투스: 세리에 B로 강등, 승점 30점 삭감, 2004-05 스쿠데토 박탈, 2005-06 스쿠데토 미수여. 벌금 80,000 유로.
- 피오렌티나: 세리에 B로 강등, 승점 12점 삭감, 벌금 50,000 유로.
- 라치오: 세리에 B로 강등, 승점 7점 삭감, 벌금 40,000 유로.
- 밀란: 세리에 A 2005-06 시즌 승점 44점 삭감, 2006-07 시즌 승점 15점 삭감, 벌금 30,000 유로.

구단 운영진
- 안토니오 지라우도 (유벤투스 최고경영자): 자격 정지 5년, 제적, 벌금 20,000 유로.
- 루차노 모지 (유벤투스 단장): 자격 정지 5년, 제적, 벌금 50,000 유로.
- 디에고 델라 벨레 (피오렌티나 구단주): 자격 정지 4년, 벌금 30,000 유로.
- 안드레아 델라 벨레 (피오렌티나 회장): 자격 정지 4년 6개월, 벌금 20,000 유로.
- 클라우디오 로티토 (라치오 회장): 자격 정지 3년 6개월, 벌금 10,000 유로.
- 레오나르도 메아니 (밀란 정회원): 자격 정지 3년 6개월.
- 산드로 멘쿠치 (피오렌티나 경영진): 자격 정지 3년 6개월.
- 아드리아노 갈리아니 (밀란 부회장, 최고경영자, LNP 회장): 자격 정지 1년.

심판
- 마시모 데 산티스: 자격 정지 4년 6개월.
- 파올로 돈다리니: 자격 정지 3년 6개월.
- 잔루카 파파레스타: 자격 정지 9개월.
- 파올로 베르티니: 무죄.
- 도메니코 메시나: 무죄.
- 잔루카 로키: 무죄.
- 파스콸레 로도몬티: CAF 권한 밖 표명.
- 파올로 탈리아벤토: 무죄.

부심판
- 파브리치오 바비니: 자격 정지 1년.
- 클라우디오 풀리시: 자격 정지 1년.
- 두초 발리오니: 무죄.

심판 배정원 및 FIGC 운영진
- 인노첸초 마치니 (FIGC 부회장): 자격 정지 5년, 제적.
- 프란코 카라로 (FIGC 회장): 자격 정지 4년 6개월.
- 툴리오 라네세 (AIA 회장): 자격 정지 2년 6개월.
- 피에를루이지 파이레토 (심판 배정원): 자격 정지 2년 6개월.
- 젠나로 마체이 (부심판 배정원): 자격 정지 1년.
- 피에트로 인가르졸라 (경기 집행원): 경고.
- 파올로 베르가모 (심판 배정원): 관할 밖.

##### 2차 수사 건
2006년 8월 16일 2차 수사 건에 대한 판결이 아래와 같이 선고됐다.
구단
- 레지나: 2006-07 시즌 승점 15점 삭감, 벌금 100,000 유로.
- 아레초: 2006-07 시즌 승점 9점 삭감.

구단 운영진
- 레오나르도 메아니 (밀란 정회원): 자격 정지 3년, 벌금 30,000 유로.
- 파스콸레 포티 (레지나 회장): 자격 정지 2년 6개월, 밀란에 벌금 30,000 유로.

심판
- 파올로 돈다리니: 무죄.
- 티치아노 피에리: 무죄.

AIA 회원
- 젠나로 마체이 (부심판 배정원): 자격 정지 3년.
- 스테파노 티티만리오 (부심판): 자격 정지 3년.

### 항고심 판결 (연맹 법원)

#### 1차 수사 건
2006년 7월 25일 연맹 법원은 아래와 같이 판결했다.
구단
- 유벤투스: 세리에 B로 강등, 승점 17점 삭감, 2004-05 스쿠데토 박탈, 2005-06 스쿠데토 미수여, 벌금 120,000 유로, 홈경기 3경기 금지.[5]
- 피오렌티나: 2005-06 시즌 승점 30점 삭감, 2006-07 시즌 승점 19점 삭감, 벌금 100,000 유로, 홈경기 3경기 금지.
- 라치오: 2005-06 시즌 승점 30점 삭감, 2006-07 시즌 승점 11점 삭감, 벌금 100,000 유로, 홈경기 2경기 금지.
- 밀란: 2005-06 시즌 승점 30점 삭감, 2006-07 시즌 승점 8점 삭감, 벌금 100,000 유로, 홈경기 1경기 금지.

구단 운영진
- 안토니오 지라우도 (유벤투스 최고경영자): 자격 정지 5년, 제적.
- 루차노 모지 (유벤투스 단장): 자격 정지 5년, 제적.
- 디에고 델라 벨레 (피오렌티나 구단주): 자격 정지 3년 9개월.
- 안드레아 델라 벨레 (피오렌티나 회장): 자격 정지 3년.
- 클라우디오 로티토 (라치오 회장): 자격 정지 2년 6개월.
- 레오나르도 메아니 (밀란 정회원): 자격 정지 2년 6개월.
- 산드로 멘쿠치 (피오렌티나 경영진): 자격 정지 2년 6개월.
- 아드리아노 갈리아니 (밀란 부회장, 최고경영자, LNP 회장): 자격 정지 9개월.

심판
- 마시모 데 산티스: 자격 정지 4년.
- 잔루카 파파레스타: 자격 정지 3개월.
- 파올로 베르티니: 무죄.
- 파올로 돈다리니: 무죄.
- 파올로 탈리아벤토: 무죄.
- 잔루카 로키: 무죄.
- 파스콸레 로도몬티: 관할 밖.

부심판
- 파브리치오 바비니: 자격 정지 3개월.
- 클라우디오 풀리시: 자격 정지 3개월.
- 두초 발리오니: 무죄.

심판 배정원 및 FIGC 운영진
- 인노첸초 마치니 (FIGC 부회장): 자격 정지 5년, 제적.
- 피에를루이지 파이레토 (심판 배정원): 자격 정지 3년 6개월.
- 툴리오 라네세 (AIA 회장): 자격 정지 2년 6개월.
- 젠나로 마체이 (부심판 배정원): 자격 정지 6개월.
- 프란코 카라로 (FIGC 회장): 벌금 80,000 유로와 경고.
- 피에트로 인가르졸라 (경기 집행원): 경고.

두번째로 FIGC의 결정 하에 세리에 A 2005-06 우승 스쿠데토를 인테르에게 수여한다는 결과가 나왔다. FIGC는 유벤투스에게 우승자격을 주지 않는 문제를 결정내리기위해 FIGC 특임 총재인 구이도 로시가 구성한 세 고문에게서 의견을 받았다.

#### 2차 수사 건
2006년 8월 26일 2차 수사 건에 대한 판결이 아래와 같이 선고됐다.
구단
- 레지나: 2006-07시즌 승점 15점 삭감, 벌금 100,000 유로.
- 아레초: 2006-07시즌 승점 6점 삭감.

구단 운영진
- 레오나르도 메아니 (밀란 정회원): 자격 정지 3년, 밀란에 벌금 30,000 유로.
- 파스콸레 포티 (레지나 회장): 자격 정지 2년 6개월, 벌금 30,000 유로.

심판
- 파올로 돈다리니: 무죄.
- 티치아노 피에리: 무죄.

AIA 회원
- 젠나로 마체이 (부심판 배정원): 자격 정지 3년.
- 스테파노 티티만리오 (부심판): 자격 정지 3년.

### 최종심 판결 (CONI 스포츠 조정·중재실)
FIGC 연맹 법원(축구 협회 내의 최상위 판결)에서 무거운 형이 떨어지자, 모든 축구단과 구성원은 CONI에 스포츠 조정·중재실을 열어달라고 상고했다. 하지만 어떤 조정도 도출하지 못하여, 중재 위원회를 새로 열었다. 논쟁이 뚜렷해짐에 따라 FIGC는 벌금과 홈경기 금지와 같은 부가적 형벌을 철회했다.
오직 유벤투스 구단만이 일반 재판을 금지하는 FIGC의 규정을 위반하면서까지 라치오의 TAR 법원에 최대 승점 20점 삭감과 더불어 세리에 A 잔류와 박탈된 두 스쿠데토 회복을 주장하며 항소를 넣었다. 항소 주장은 유벤투스와 다른 연루된 구단에 대려진 형량이 불균형하다는 것이 주요 골자이며, 구단 변호사 단은 강등으로 인한 경제적 손실이 4억 4천4백만 유로라 평가했다. 항소장에 유벤투스는 구이도 로시 FIGC 특임 총재가 구단의 결정을 무시하고 CONI와 함께 "이탈리아 축구 명예 손실"의 이유로 손해배상을 요구했다고 밝혔다.
CONI, FIGC, 유벤투스 경영진 간의 교섭 후, 유벤투스 이사회는 향후 스포츠 중재에서 징계를 낮추기 위해 TAR 항소를 철회하고, 세리에 A, B 개막 지연을 피하기로 결정했다. 유벤투스의 이와 같은 철회는 FIFA 회장인 제프 블라터의 경고도 한 몫을 했다. 블라터 회장은 FIGC를 모든 국제 클럽 및 선수권 경기(국가대표)에서 5년간 출전 금지를 시키겠다고 포고했다. 국제 규정에 구단이 일반 재판에 항소했고 소속 연맹이 이를 막지 못했을 시에 연맹은 모든 해외 대회에서 제외된고 되어있다.
2006년 10월 27일 CONI 스포츠 조정·중재실은 1차 수사에 연루된 네 구단에게, 2006년 12월 12일에는 나머지 두 구단에 대한 판결을 선고했으며, 경영진에 대한 판결은 수 일 후에 떨어졌다.

#### 구단
- 유벤투스: 2004-05 이탈리아 챔피언 타이틀 박탈(확정), 2005-06 이탈리아 챔피언 미수여(확정), 세리에 A 2005-06 시즌 최하위로 조정(확정), 세리에 B 2006-07 시즌 승점 9점 삭감(연맹 법원 판결은 17점).
- 피오렌티나: 세리에 A 2005-06 시즌 승점 30점 삭감(확정), 세리에 A 2006-07 시즌 승점 15점 삭감(연맹 법원 판결은 19점).
- 밀란: 세리에 A 2005-06 시즌 승점 30점 삭감(확정), 세리에 A 2006-07 시즌 승점 8점 삭감(확정).
- 라치오: 세리에 A 2005-06 시즌 승점 30점 삭감(확정), 세리에 A 2006-07 시즌 승점 3점 삭감(연맹 법원 판결은 11점).
- 레지나: 세리에 A 2005-06 시즌 승점 11점 삭감(연맹 법원 판결은 15점), 벌금 100,000 유로(확정).
- 아레초: 세리에 B 2006-07 시즌 승점 6점 삭감(확정).

#### 구단 운영진
- 클라우디오 로티토 (2006년 12월 11일): 자격 정지 4개월 (연맹 법원 판결: 2년 6개월).
- 아드리아노 갈리아니 (2006년 12월 18일): 자격 정지 5개월 (연맹 법원 판결: 9개월).
- 루차노 모지 (2007년 3월 7일): 자격 정지 5년, 영구 제적 확정 (CONI는 루차노 모지가 더 이상 연맹원이 아니기 때문에 권할 밖이라 표명했다.).
- 디에고 델라 발레 (2007년 3월 27일): 자격 정지 8개월 (연맹 법원 판결: 3년 9개월).
- 안드레아 델라 발레 (2007년 3월 27일): 자격 정지 1년 1개월 (연맹 법원 판결: 3년).
- 산드로 멘쿠치 (2007년 3월 27일): 자격 정지 1년 5개월 (연맹 법원 판결: 2년 6개월).
- 안토니오 지라우도 (2007년 5월 28일): 자격 정지 5년, 영구 제적 확정 (CONI는 권할 밖이라 표명했다).
- 레오나르도 메아니 (2007년 5월 28일): 자격 정지 2년 2개월 (연맹 법원 판결: 2년 6개월).
- 파스콸레 포티 (2007년 6월 5일): 자격 정지 1년 1개월 (연맹 법원 판결: 2년 6개월).

#### 심판
- 마시모 데 산티스 (2007년 5월 10일): 자격 정지 4년 확정.

#### 심판 배정원 및 FIGC 운영진
- 프란코 카라로 (2006년 11월 8일): 벌금 80,000 유로 (확정, 경고는 철회).
- 피에를루이지 파이레토 (2007년 3월 28일): 자격 정지 2년 6개월 (연맹 법원 판결은 3년 6개월).
- 인노첸초 마치니 (2007년 4월 12일): 자격 정지 5년, 영구 제적 확정.
- 툴리오 라네세 (2007년 7월 6일): 자격 정지 1년 (연맹 법원 판결: 2년 5개월).
- 젠나로 마체이 (2007년 6월 11일): 자격 정지 2년 (연맹 법원 판결: 3년).

### 영구 제적
2011년 6월 15일 CONI 중재실의 마지막 판결이 내려진지 4년 후, FIGC CDN(징계 위원회)은 안토니오 지라우도, 인노첸초 마치니, 루차노 모지에 대한 영구 제적 안을 받아들였다. 루차노 모지는 5년의 자격 정지 기간이 지난후 불과 1개월 뒤였다. 이렇게 결정이 늦어진 이유로는 연맹 법이 바뀜에 따라 내려진 결정으로, 퇴출 안을 결정할 법적 권한이 연맹 회장에서 CDN으로 넘어갔기 때문이다. 이에 따라 2011년 7월 9일 상위 법원인 연맹 사법 재판소와, 2012년 4월 4일 CONI의 스포츠 고등 법원에서 "FIGC의 어떠한 자리든 영구적으로 제적한다."라는 판결을 확정했다. 2012년 8월 3일 라치오 TAR 제3부는 CONI 고등 법원의 결정을 중지해달라는 모지의 항소를 기각한다.

### CONI 판결 후 상황
최종 판결이 적용된 세리에 A와 B 2006-07시즌 구조는 아래와 같다.

#### 세리에 A
- 아스콜리
- 아탈란타
- 칼리아리
- 카타니아
- 키에보 (챔피언스리그 2006-07)
- 엠폴리
- 인테르나치오날레 (챔피언스리그 2006-07)
- 리보르노 (UEFA컵 2006-07)
- 메시나
- 팔레르모 (UEFA컵 2006-07)
- 파르마 (UEFA컵 2006-07)
- 로마 (챔피언스리그 2006-07)
- 삼프도리아
- 우디네세
- 토리노
- 시에나 (-1 승점)
- 라치오 (-3 승점)
- 밀란 (-8 승점, 챔피언스리그 2006-07)
- 레지나 (-11 승점)
- 피오렌티나 (-15 승점)

#### 세리에 B
- 알비노레페
- 바리
- 볼로냐
- 브레시아
- 체세나
- 크로토네
- 프로시노네
- 제노아
- 레체
- 만토바
- 모데나
- 나폴리
- 피아첸차
- 리미니
- 스페치아
- 트레비소
- 베로나
- L.R. 비첸차
- 페스카라 (-1 승점)
- 트리에스티나 (-1 승점)
- 아레초 (-6 승점)
- 유벤투스 (-9 승점)

### 칼초폴리 처벌의 영향
- 유벤투스는 역사상 최초로 세리에 B로 강등됐다. 유벤투스는 2007년 5월 19일 마지막 4번째 경기에서 아레초를 상대로 5-1로 승리하며 세리에 A 복귀를 확정한다.
- 밀란에 내려진 승점 30점 감점은 이후 우승까지 거둔 UEFA 챔피언스리그 2006-07 예선 참가 자격까지 앗아가버리지는 않았다. UEFA는 스캔들에 연루된 구단이 국제 대회에 참가하는 것이 대해 여러 의문을 재기했었다.[12]
- 피오렌티나는 종전에 밀란의 바로 위인 3위를 기록하며 UEFA 챔피언스리그 예선 참가자격을 받았으나 승점 15점 감점아 6위로 내려앉았고, 라치오는 처음에는 승점 11점 감점을 받았지만 최종적으로 CONI에서 3점 감점을 받으며 UEFA컵에 참가할 수 있게 됐다..
- 레지나는 승점 감점을 받기 전에 8위에 있었다. 그러나 레지나는 -15점을 받을뻔 했으나 CONI로부터 4점을 구제받아 세리에 A에 잔류할 수 있게 됐다. 만약 4점의 구제를 받지 못했다면 키에보 대신에 세리에 B로 강등됐을 것이다..
- 아레초가 승점 감점을 받지 않았다면 중위권에 안착했을 것이고, 스페치아는 레가 프로 프리마 디비시오네로 강등되고, 베로나와 체세나가 강등 플레이 오프 경기를 가졌을 것이다.
- 이외에도 칼초폴리 처벌로 인해 세리에 A는 한때 유럽 4위 리그로 전락했다.[13]

## 같이 보기
- 2011-12 이탈리아 축구 스캔들